# Увага! Всім постам...
Увага! Всім постам…  (рос. «Внимание! Всем постам…») — радянський художній фільм про роботу радянської міліції, знятий в 1985 році режисером  Ігорем Вознесенським.

## Сюжет
Колишній десантник Віктор Кольцов прийшов на роботу в міліцію. Одного разу, повертаючись з чергування, він помітив в підворітті підозрілу людину і впізнав в ній особливо небезпечного злочинця, оголошеного в розшук. Почавши переслідування, доблесний міліціонер отримує важке поранення, але здаватися не збирається …

## У ролях
- Андрій Ростоцький —  Віктор Кольцов, сержант міліції, колишній десантник  — головна роль
- Анатолій Грачов —  Іван Олексійович, майор міліції
- Віра Сотникова —  Люся, медсестра
- Андрій Мартинов —  Павло Єгорович Тихоня, старшина міліції
- Володимир Нікітін —  Дугін
- Юрій Чернов —  Коля Лучкін, водій-напарник
- Георгій Юматов —  Федір Васильович Кольцов, батько Віктора
- Лариса Лужина —  Ольга Іванівна Кольцова, мати Віктора
- Антон Вознесенський —  Андрій, брат Віктора
- Юрій Назаров —  Олексій Сибірцев, кримінальник, що «виправився»
- Борис Токарєв —  Сергій Леонідович Воронов
- Любов Соколова —  тітка Маша, мати Воронова
- Олена Валаєва —  викладач школи міліції
- Майя Булгакова —  дружина п'яниці
- Валентин Пєчніков —  п'яниця
- Олег Борецький —  епізод
- Сергій Бачурський —  Глиба
- Олексій Миронов —  продавець рибок
- Муза Крєпкогорська —  жінка, у якої вкрали гаманець
- Євген Красавцев —  епізод
- Сергій Жигунов —  напарник Кольцова, міліціонер
- Арніс Ліцитіс —  Філатов, рецидивіст
- Микола Сисоєв —  епізод
- Марія Виноградова —  жінка, біля будинку якої загинув міліціонер Царьов
- Володимир Скляров —  епізод
- Михайло Бочаров —  пасажир
- Віталій Яковлєв —  молодший сержант
- Григорій Дунаєв —  міліціонер (в титрах не вказаний)
- Юрій Маляров —  міліціонер (в титрах не вказаний)
- Володимир Смирнов —  міліціонер (в титрах не вказаний)
- Георгій Мілляр —  Андрій Єгорович, дідок-пацієнт (в титрах не вказаний)
- Раїса Рязанова —  жінка на пікніку (в титрах не вказано)
- Капітоліна Іллєнко —  порушниця правил переходу (в титрах не вказано)
- Артур Ніщенкін —  сусід-товариш по чарці (в титрах не вказаний)

## Знімальна група
- Автори сценарію:  Юрій Іванов,  Ігор Вознесенський
- Кінорежисер-постановник: Ігор Вознесенський
- Кінооператор-постановник:  Анатолій Буравчиков
- Художник-постановник:  Фелікс Ростоцький
- Художник по костюмах: Лідія Коняхіна
- Композитор:  Володимир Шаїнський
- Звукооператор: Олексій Разорьонов
- Кінорежисер: Ніна Каменська
- Редактор: Вікторія Святківська
- Художник-гример: Лідія Новак
- Монтажер: Галина Дмитрієва
- Оператор: Микола Підземельний
- Бригадир світлотехніків: Микола Громов
- Цветоустановщік: В. Россіхін
- Консультанти: М. М. Шаранков, В. М. Шашков
- Державний симфонічний оркестр кінематографії СРСР, диригент:  Костянтин Кримець
- Директор знімальної групи: Тагі Алієв